# 珀普罗拱门

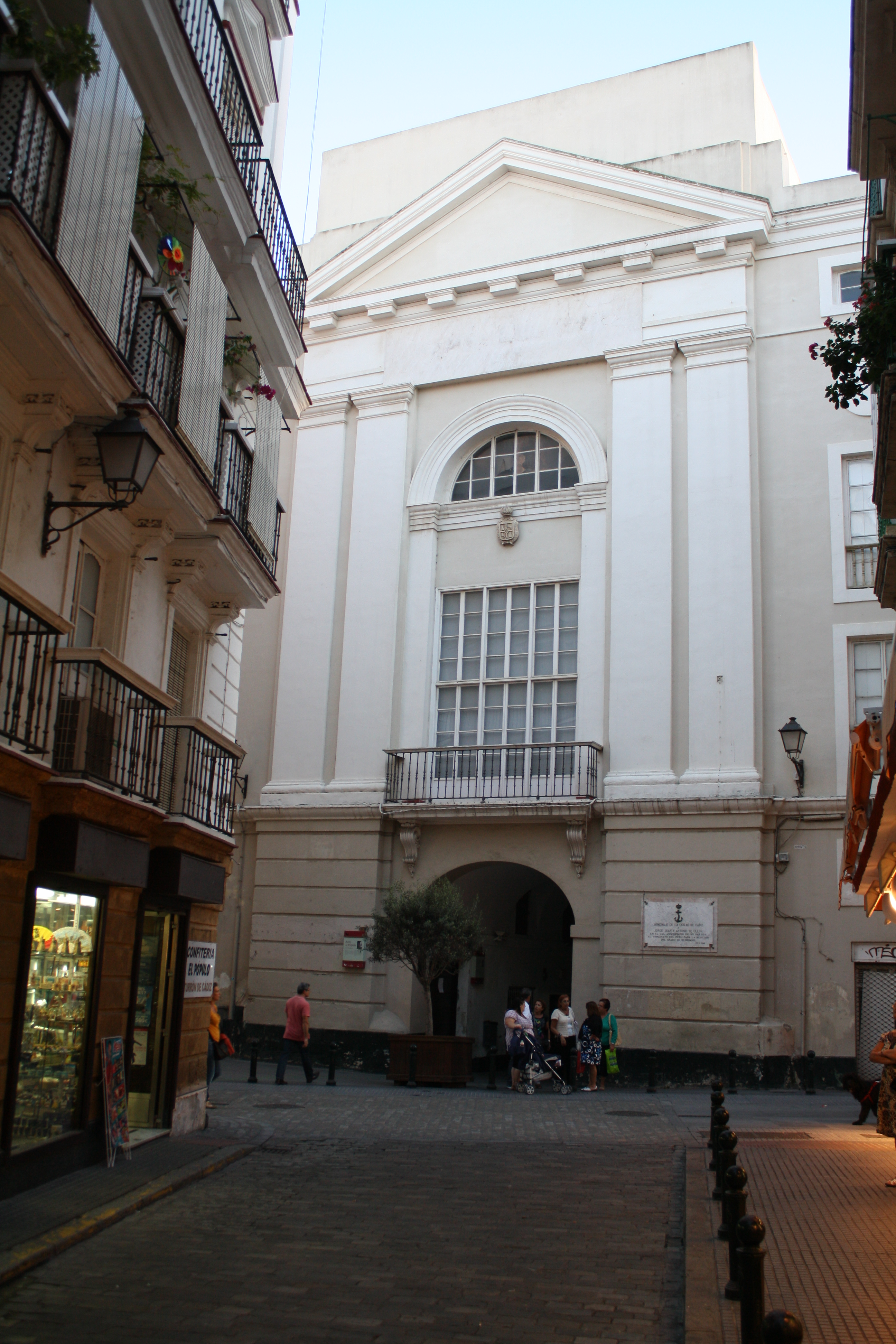
珀普罗拱门

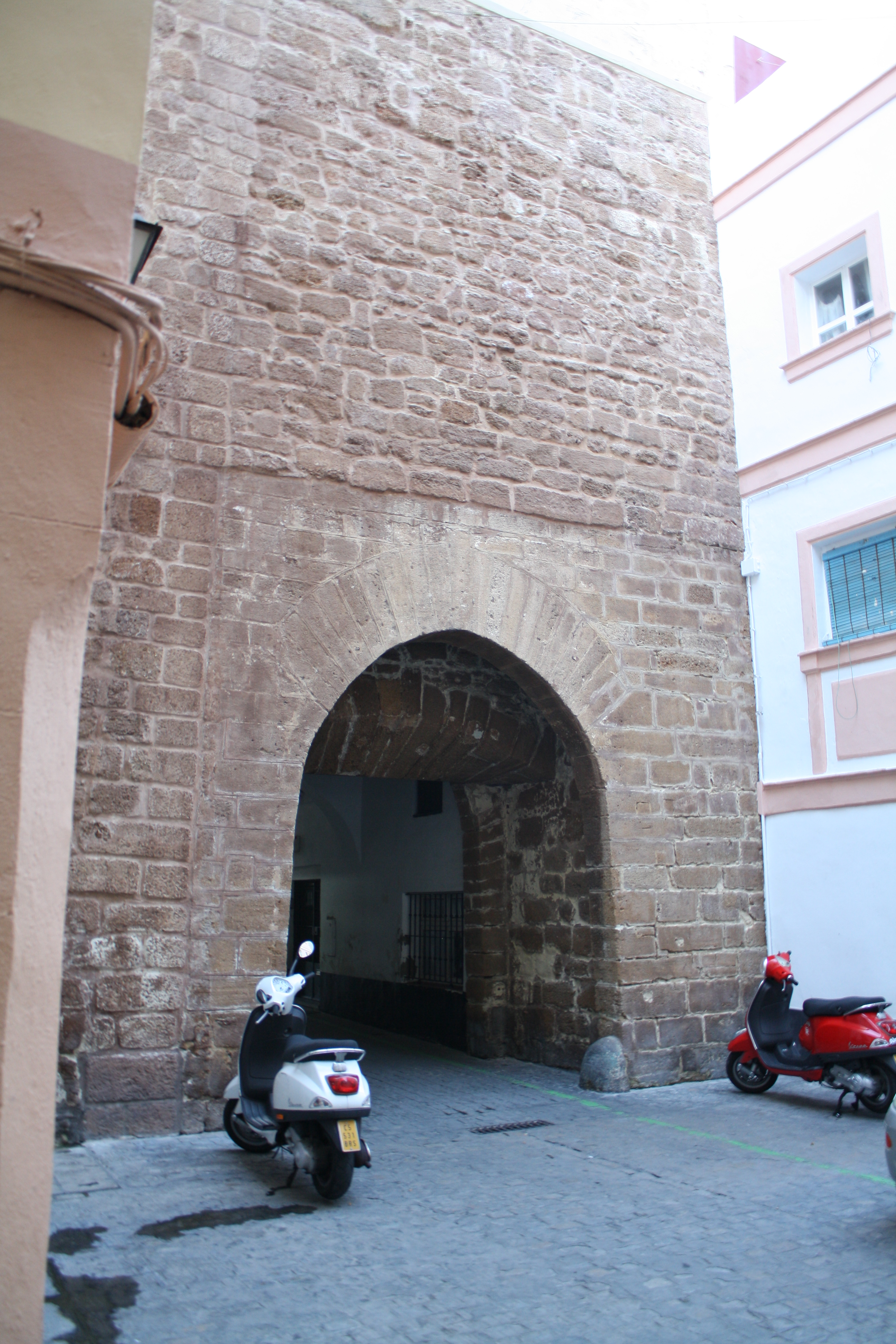
珀普罗拱门

珀普罗拱门（西班牙語：Arco del Pópulo）位于西班牙加的斯，最初称为海洋之门（Puerta del Mar）, 因为通向港口，距离加的斯湾很近。17世纪初，前面建起了珀普罗圣母皇家小堂（Real Capilla de Nuestra Señora del Pópulo）。内部装饰的特点与10世纪和11世纪伊斯兰城墙的建筑技术相吻合。
1587年，塔楼上供奉一幅圣母像，1596年，圣像被埃塞克斯伯爵指挥的入侵的英荷联军玷污。